# ليدي سيبيل غرانت
ليدي سيبيل غرانت (بالإنجليزية: Lady Sybil Grant)‏ (18 سبتمبر 1879 - 25 فبراير 1955)؛ فنانة، كاتِبة وشاعرة إسكتلندية.